# Sreenagar
Sreenagar è un sottodistretto (upazila) del Bangladesh situato nel distretto di Munshiganj, divisione di Dacca. Si estende su una superficie di 202,98 km² e conta una popolazione di 205.797 abitanti (dato censimento 1991).